# Emscherbrücher
L'Emscherbrücher est un cheval sauvage d'Allemagne, disparu depuis 1840 après avoir connu une grande popularité.